# ودیق
ودیق یکی از روستاهای استان آذربایجان شرقی است که در دهستان دیزمار غربی بخش سیه‌رود شهرستان جلفا واقع شده‌است.این روستا ۴۳ نفر جمعیت دارد.